# VAMOS (Costa Rica)
El partido VAMOS es un partido político provincial costarricense por San José, que participó con candidatos legislativos en las elecciones de 2018. El partido fue fundado por distintos movimientos sociales y activistas pro-derechos humanos, y entre otros temas proponen: legalización del cannabis, acceso al aborto terapéutico, matrimonio entre parejas del mismo sexo y reforma a la Constitución para implementar el Estado laico. También proponen una reforma política para que el país adquiera un sistema parlamentarista, así como modernizar la política de combate a las drogas y las leyes laborales. 
El partido anunció la finalización de su proceso de inscripción en junio de 2017.

## Elecciones legislativas
|  | 0.39 % |

|  | 0.25 % |